# Juan Carlos Andrade
Juan Carlos Andrade (n. Quito, Ecuador; 15 de octubre de 1991) es un árbitro de fútbol ecuatoriano. Es árbitro internacional FIFA desde 2022.

## Trayectoria
Juan Carlos Andrade es un árbitro ecuatoriano que nació en la ciudad de Quito, debutó en el año 2019 y es internacional FIFA desde 2022, sus inicios en el arbitraje van desde 2015 en categorías inferiores y en torneos de Segunda Categoría, ya en la temporada 2019 a la Primera Categoría B del Campeonato Ecuatoriano de Fútbol dirigió en total 10 partidos.
Uno de los partidos más importantes donde estuvo presente fue la final de ida de la LigaPro Serie A 2021 entre Independiente del Valle vs. Emelec. Desde el año 2019 viene siendo juez central en la máxima categoría del fútbol ecuatoriano.
En el plano nacional debutó como árbitro central en el año 2019 dentro de la Serie B el 2 de marzo de ese año en el partido entre Orense Sporting Club vs. Gualaceo Sporting Club, partido disputado en la ciudad de Machala.
| 2 de marzo de 2019 | Orense                   | 2:0 (1:0) | Gualaceo | Estadio 9 de Mayo, Machala                                   |                                                              |
| 15:00 (UTC-5)      | Solís 42' · Espinola 58' | Reporte   |          | Asistencia: 198 espectadores Árbitro(s): Juan Carlos Andrade | Asistencia: 198 espectadores Árbitro(s): Juan Carlos Andrade |

Su debut en la Serie A de Ecuador también fue en 2019, en el partido entre Técnico Universitario vs. El Nacional del 22 de abril, el encuentro se jugó en Ambato.
| 22 de abril de 2019 | Técnico Universitario | 0:2 (0:1) | El Nacional              | Estadio Bellavista, Ambato      |                                 |
| 19:15 (UTC-5)       |                       | Reporte   | Zamora 38' · Santana 83' | Árbitro(s): Juan Carlos Andrade | Árbitro(s): Juan Carlos Andrade |

## Internacional
A nivel internacional en torneos Conmebol tuvo su debut en la temporada 2023 en la Copa Sudamericana.

### Participaciones en Juegos Panamericanos
| Torneo masculino de fútbol en los Juegos Panamericanos de 2023 – Chile | Torneo masculino de fútbol en los Juegos Panamericanos de 2023 – Chile | Torneo masculino de fútbol en los Juegos Panamericanos de 2023 – Chile | Torneo masculino de fútbol en los Juegos Panamericanos de 2023 – Chile | Torneo masculino de fútbol en los Juegos Panamericanos de 2023 – Chile | Torneo masculino de fútbol en los Juegos Panamericanos de 2023 – Chile | Torneo masculino de fútbol en los Juegos Panamericanos de 2023 – Chile | Torneo masculino de fútbol en los Juegos Panamericanos de 2023 – Chile |
| Fecha                                                                  | Partido                                                                | Sede                                                                   | Fase                                                                   | Amonestado                                                             | Otorgado · Otorgado otra vez · Expulsado                               | Expulsado                                                              | Anotado · Penal                                                        |
| ---------------------------------------------------------------------- | ---------------------------------------------------------------------- | ---------------------------------------------------------------------- | ---------------------------------------------------------------------- | ---------------------------------------------------------------------- | ---------------------------------------------------------------------- | ---------------------------------------------------------------------- | ---------------------------------------------------------------------- |
| 1 de noviembre de 2023                                                 | República Dominicana 1 – 3 Honduras                                    | Viña del Mar                                                           | Fase de colocación                                                     | 6                                                                      | 0                                                                      | 0                                                                      | 0                                                                      |

## Estadísticas
| Competición                                                                | Organizador | Años  | PD | Amonestado | Prom. | Expulsado | Prom. |
| -------------------------------------------------------------------------- | ----------- | ----- | -- | ---------- | ----- | --------- | ----- |
| Serie A de Ecuador                                                         | FEF–LigaPro | 2019– | 55 | 290        | 5,27  | 27        | 0,49  |
| Serie B de Ecuador                                                         | FEF–LigaPro | 2019– | 18 | 95         | 5,27  | 4         | 0,22  |
| Copa Ecuador                                                               | FEF         | 2022– | 2  | 9          | 4,5   | 0         | 0     |
| Supercopa de Ecuador                                                       | FEF         |       | 0  | 0          | 0     | 0         | 0     |
| Copa Conmebol Sudamericana                                                 | Conmebol    | 2023– | 1  | 6          | 6     | 0         | 0     |
| Fútbol en los Juegos Panamericanos                                         | ODEPA       | 2023  | 1  | 6          | 6     | 0         | 0     |
| Total                                                                      | Total       | 2019– | 77 | 406        | 5,27  | 31        | 0,4   |
| Datos actualizados al último partido arbitrado el 31 de diciembre de 2023. |             |       |    |            |       |           |       |